# Xylopteryx africana
Xylopteryx africana är en fjärilsart som beskrevs av W. Warren 1911. Xylopteryx africana ingår i släktet Xylopteryx och familjen mätare. Inga underarter finns listade i Catalogue of Life.